# Keck-observatorium

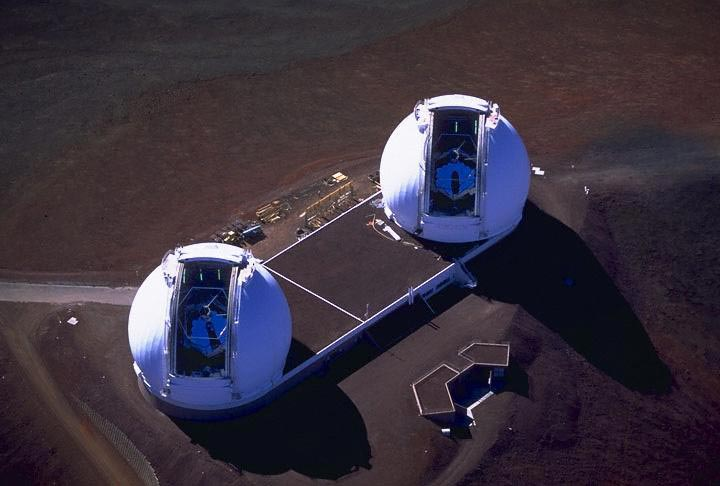
De twee spiegeltelescopen van het Keck-observatorium met opengeschoven koepels (bovenaanzicht)

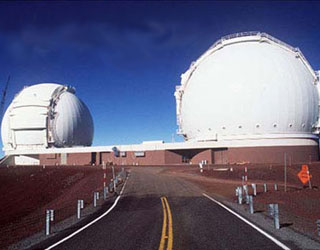
Het observatorium van dichtbij

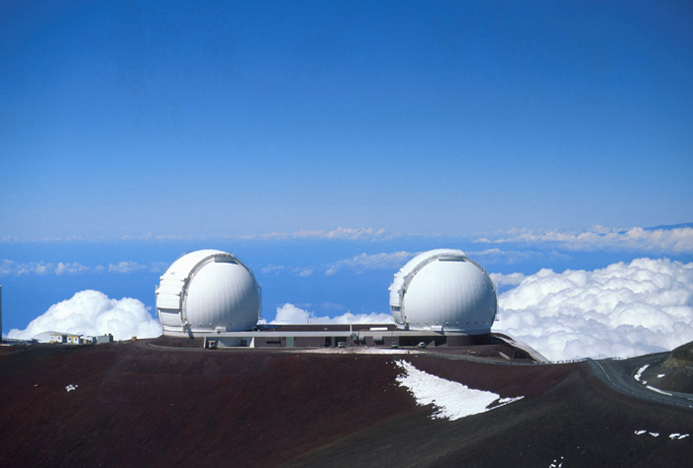
Het Keck-observatorium op de top van de Mauna Kea

Het William M. Keck-observatorium maakt deel uit van het Mauna Kea-observatorium op Hawaï en omvat twee spiegeltelescopen, waarvan een voor zichtbaar licht en een voor infrarood. Deze twee telescopen, die als Keck-telescopen bekendstaan, kunnen gekoppeld worden voor interferometrische metingen. De telescopen zijn wetenschappelijk van zeer grote waarde, enerzijds omdat de technieken er ontwikkeld worden voor toekomstige ruimtetelescopen, en anderzijds omdat zij tot de eerste telescopen behoren waarmee licht van een ster uit een opname gefilterd kan worden, zodat een eventueel planetenstelsel van de betreffende ster waargenomen kan worden.
Het observatorium en de telescopen zijn genoemd naar de W.M. Keck-stichting, een filantropische organisatie opgericht in 1954 door William Myron Keck, een Amerikaans oliemagnaat. Deze stichting spendeerde USD 140 miljoen aan het project.

## Locatie

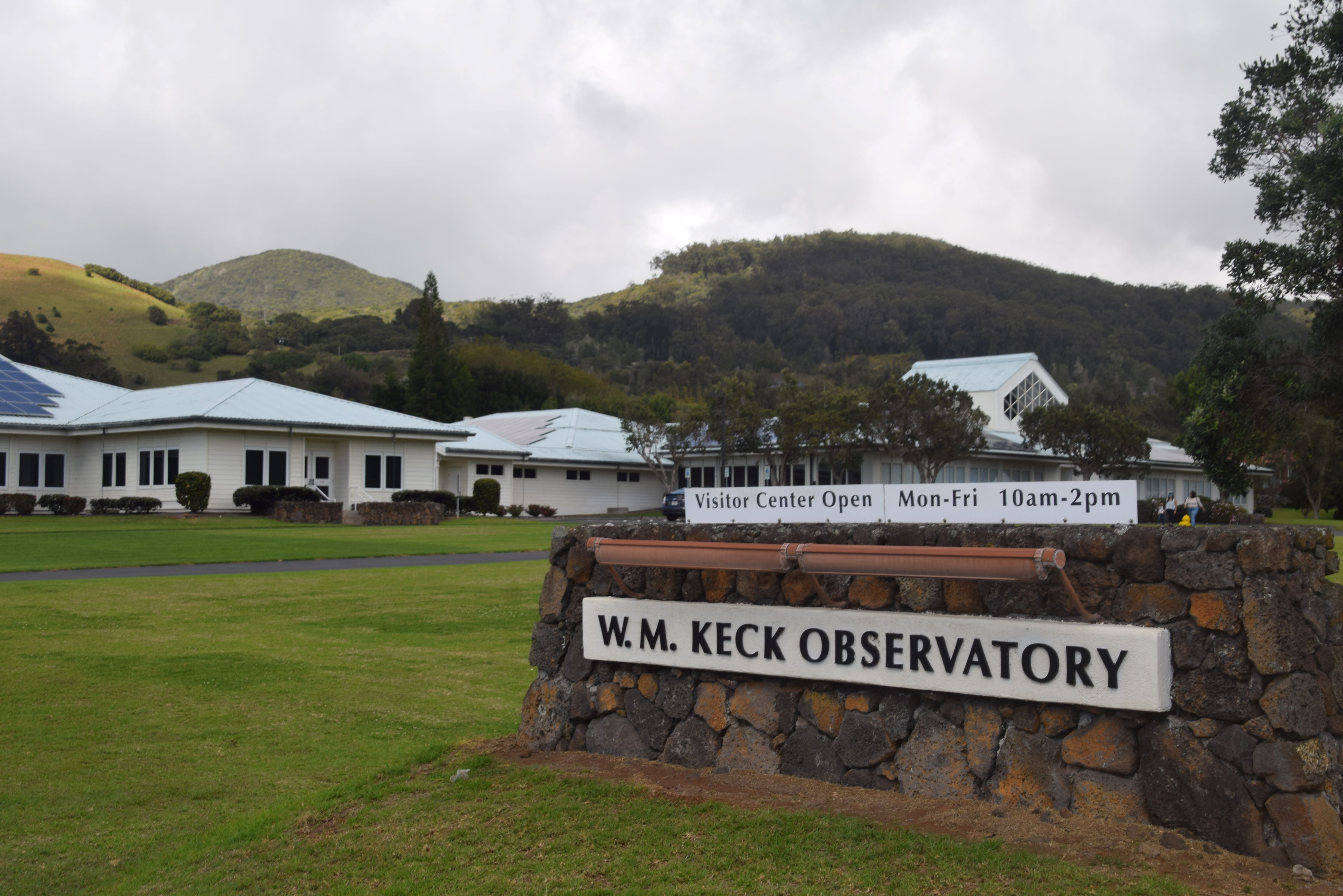
Het hoofdkwartier in Waimea

Het observatorium bevindt zich op de top van de slapende vulkaan Mauna Kea op het eiland Hawaï. Deze locatie behoort tot de beste op aarde voor astronomische waarnemingen, omdat er weinig lichtvervuiling is en omdat de atmosfeer er vaak helder is. Het eiland is omringd door duizenden kilometers van thermisch relatief stabiele oceaan, en de 4200 m hoge top van de Mauna Kea heeft geen omringende bergketens die de atmosfeer beïnvloeden of lichtverstrooiend stof in de lucht brengen. Gedurende bijna het gehele jaar is de atmosfeer boven Mauna Kea rustig en droog. De campus van het observatorium is 7 hectare groot. De grond voor het hoofdkwartier in Waimea is gedoneerd door Parker Ranch.

## Beheer en exploitatie
De telescoop wordt beheerd door het astronomisch instituut van de Universiteit van Hawaï en het Jet Propulsion Laboratory. Het observatorium wordt uitgebaat door de California Association for Research in Astronomy (CARA), waarin het California Institute of Technology en de Universiteit van Californië zijn vertegenwoordigd. In 1996 trad de National Aeronautics and Space Administration (NASA) toe als partner in het observatorium.
Ongeveer 125 mensen werken fulltime op Keck, waarvan twee derde mensen van Hawaï. Met een jaarlijkse begroting van € 11 miljoen is het observatorium een van de grootste werkgevers van de stad.

## De telescopen

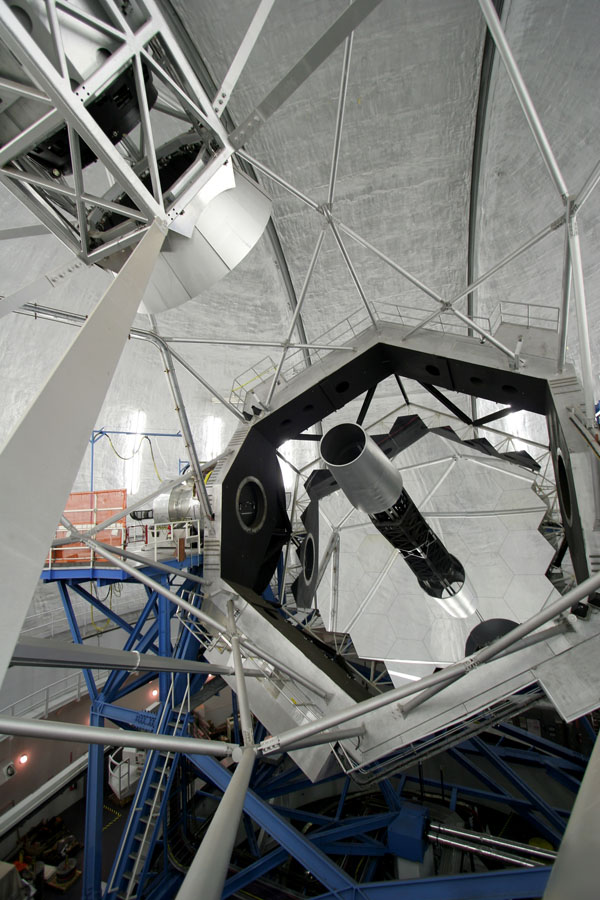
Een van de Keck telescopen

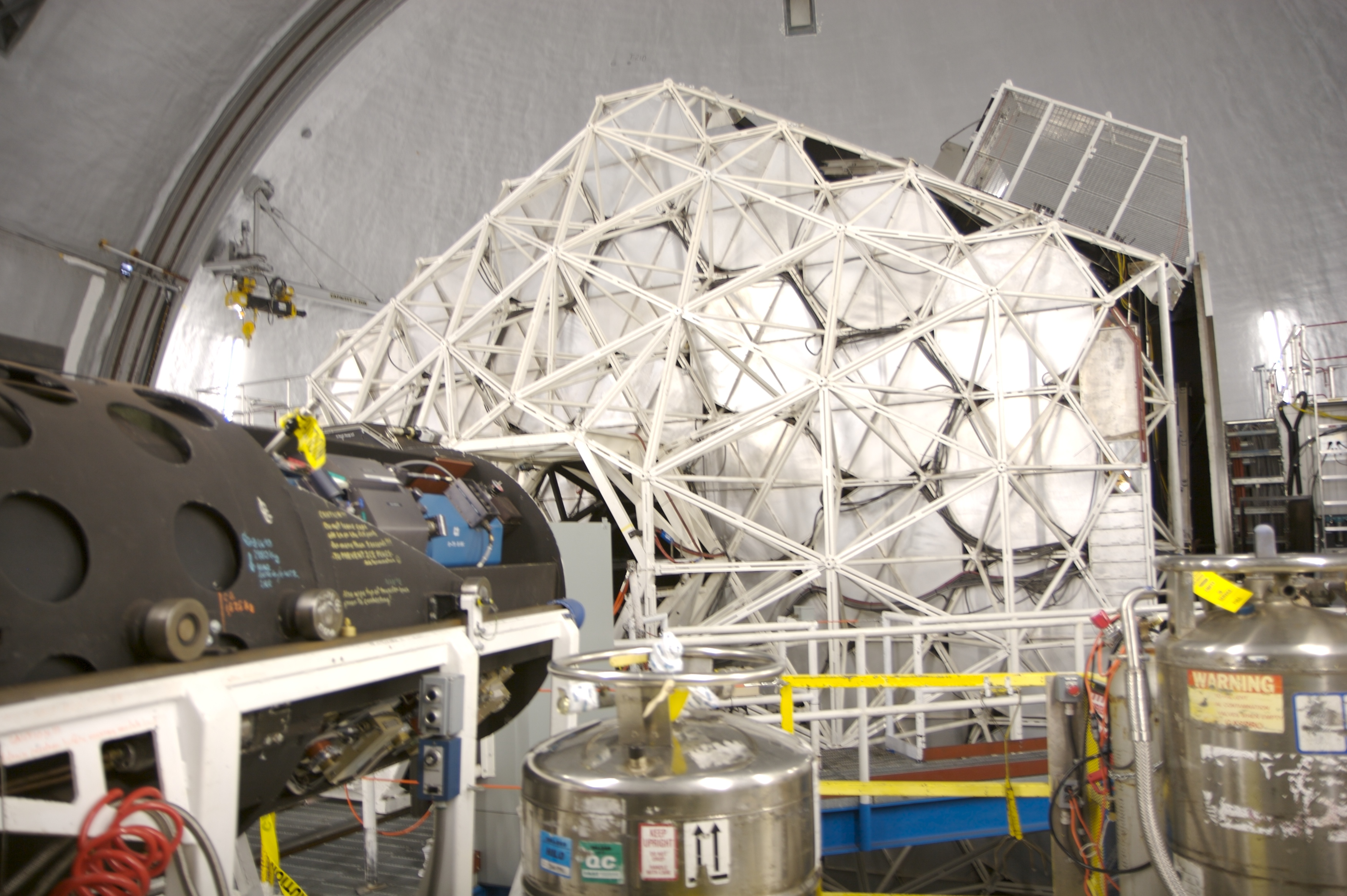
De achterzijde van een van de Keck-telescopen. Duidelijk is de hexagonale vorm te zien van de afzonderlijke spiegelsegmenten.

Elk van de afzonderlijke spiegeltelescopen weegt meer dan 300 ton en is zo hoog als een gebouw van 8 verdiepingen. De spiegels hebben een diameter van 10 meter en bestaat uit 36 zeshoekige spiegelsegmenten. Zij zijn gemaakt van Zerodur-glaskeramiek van Schott AG in Duitsland. 

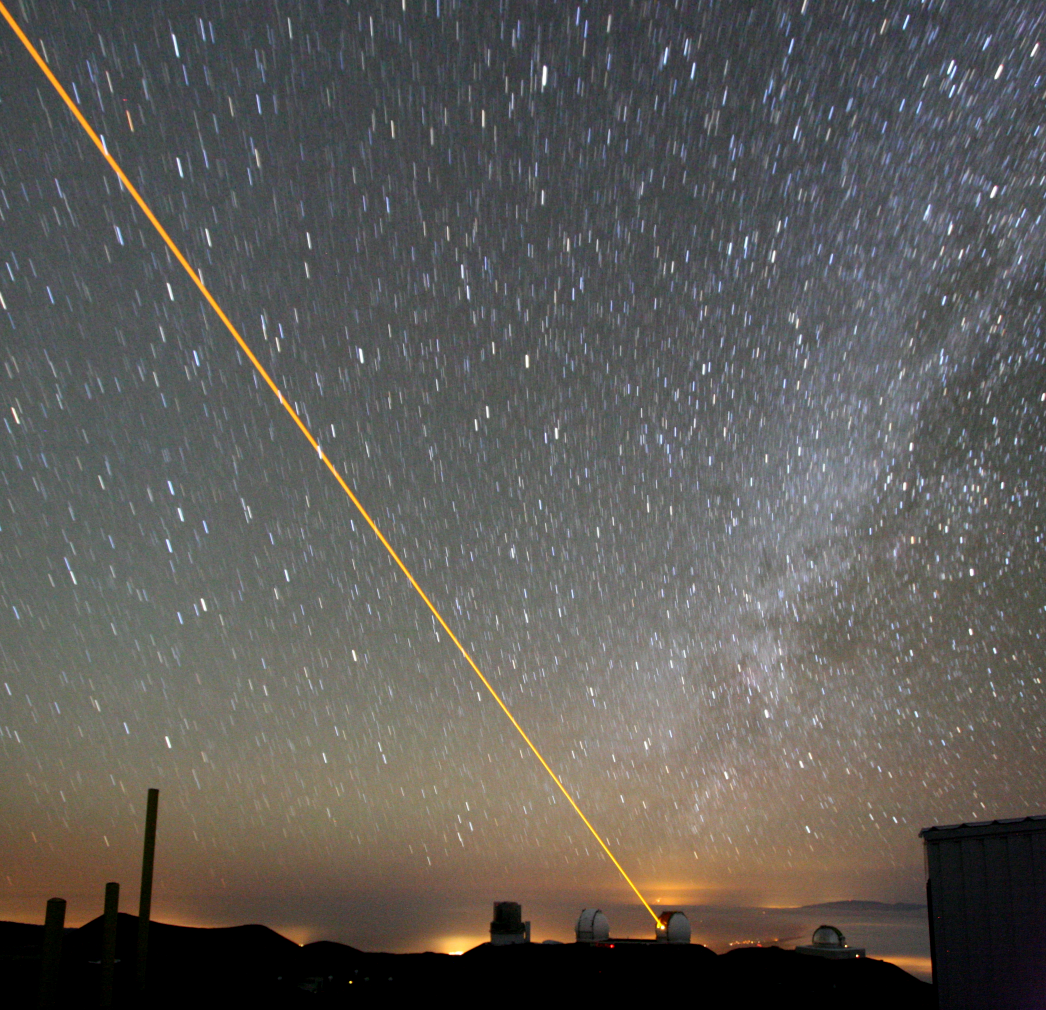
De Keck laser

Er wordt gebruikgemaakt van actieve optiek om het doorbuigen van de spiegels bij volgbewegingen te voorkomen. Met adaptieve optiek wordt de invloed van atmosferische turbulenties gecompenseerd. 
Daarbij kan gebruik worden gemaakt van laservolgsterren. Beide telescopen staan op een altazimutale montering.
De eerste telescoop werd voltooid in 1993, de tweede in 1996.
De afstand tussen beide telescopen bedraagt 85 m, waardoor ze samen in deze richting een scheidend vermogen hebben als van een spiegel van 85 m diameter. Het scheidend vermogen is 5 milli-boogseconden bij een golflengte van 2,2 μm en 24 milli-boogseconden bij 10 μm. Straling van hydroxyl-moloculen (OH) uit de atmosfeer kan worden weggefilterd, waardoor tienmaal zwakkere objecten kunnen worden waargenomen dan voorheen.
Door het ontbreken van hulptelescopen is geen interferometrische beeldvorming (apertuursynthese) mogelijk. Wel is nulling-interferometrie mogelijk, waarbij licht van een ster zodanig wordt gecompenseerd dat het waarnemen van een naburig veel zwakker object (zoals een planeer bij die ster) niet wordt gehinderd. Ook worden er hoekmetingen gedaan.

## Technische uitdagingen
Het volume van elke koepel is meer dan 700.000 m3. Grote airconditioners draaien overdag continu om de koepeltemperatuur op of beneden het vriespunt te houden.

## Werkwijze
De ontwikkeling van de optische technieken en software om interferometrie mogelijk te maken zijn echter nog steeds gaande. Eind september 2005 gemeld dat wetenschappers erin geslaagd waren het licht van enkele sterren met een factor 100 te onderdrukken. Dit is een belangrijke doorbraak; men verwacht nu binnen afzienbare tijd te kunnen beginnen met het fotograferen van protoplanetaire schijven.
Astronomen krijgen op aanvraag telescooptijd toegewezen voor één tot vijf nachten. Assistenten werken met de telescopen ter plaatse, terwijl de gegevens via datacommunicatie naar het hoofdkwartier in Waimea worden gezonden, waar zij door de astronomen worden verwerkt. Het W.M. Keck-observatorium was de eerste faciliteit op Mauna Kea die gebruik maakte van dergelijke observatie op afstand.

## Instrumenten

### Zichtbaar licht (0,3...1,0μm)
DEIMOS – De Deep Extragalactic Imaging Multi-Object Spectrograph kan in één opname spectra bepalen van 130 of meer sterrenstelsels. In „Mega Mask”-modus kan DEIMOS met behulp van een speciaal smalle-bandfilter spectra van meer dan 1200 objecten in één keer opnemen.
ESI – De Echellette Spectrograph and Imager bepaalt hoge-resolutiespectra van zeer zwakke sterrenstelsels en quasars, van blauw tot infrarood, in één opname. Met dit instrument kunnen gebruikers in één nacht omschakelen tussen de drie modi.
HIRES – De High Resolution Echelle Spectrometer is het grootste en meest complexe instrument. Het meet de spectrale intensiteit van het invallende licht. Hiermee zijn reeds verschillende baanbrekende ontdekkingen gedaan, zoals de detectie van exoplaneten en directe bewijzen voor een model van de Big-Bangtheorie.
LRIS – De Low Resolution Imaging Spectrograph is een instrument voor zwak licht, waarmee spectra en beelden van de verst verwijderde objecten in het heelal kunnen worden geobserveerd. Het instrument is voorzien van een rode en een blauwe arm om sterrenwolken in verafgelegen sterrenstelsels te verkennen, en van actieve galactische kernen, galactische clusters, en quasars.

### Nabij infrarood (1...5μm)
NIRC – De Near Infrared Camera van de Keck-I is zo gevoelig dat hij het equivalent van een kaarsvlam op de maan kan detecteren. Deze gevoeligheid maakt hem ideaal voor ultra-diep onderzoek van het ontstaan en de ontwikkeling van de melkweg, het zoeken naar protosterrenstelsels en het maken van beelden van de quasars. Hij biedt mogelijkheden tot baanbrekend onderzoek van het centrum van de melkweg, en hij wordt ook gebruikt voor het bestuderen van protoplanetaire schijven en van regio’s waar sterren met een grote massa worden gevormd.
NIRC-2/AO – De Near Infrared Camera (Nabij-infraroodcamera) van de tweede generatie werkt met de adaptieve optiek van de Keck-telescopen ten behoeve van hogeresolutiespectroscopie rond de 1...5 μm. Typisch programma’s omvatten het in kaart brengen van oppervlaktekenmerken van objecten in het zonnestelsel, het zoeken naar planeten rond andere sterren en het analyseren van de morfologie van afgelegen sterrenstelsels.
NIRSPEC – De Near Infrared Spectrometer (Nabij-infraroodspectrometer) onderzoekt radio-sterrenstelsels met zeer sterke roodverschuiving, de beweging en het type van sterren in de buurt van het centrum van de melkweg, de aard van bruine dwergen, de kerngebieden van stoffige sterrenstelsels, actieve kernen van sterrenstelsels, interstellaire chemie, stellaire fysica en eigenschappen van het zonnestelsel.
OSIRIS – De OH-Suppressing Infrared Imaging Spectrograph is een nabij-infraroodspectrograaf voor gebruik met de adaptieve optiek van de Keck-II. OSIRIS neemt spectra op in een klein gebied en maakt een reeks beelden bij verschillende golflengtes. Met het instrument kunnen astronomen golflengten tegenhouden waarbij de aardse atmosfeer helder schijnt ten gevolge van emissie door OH-moleculen (hydroxyl), zodat tienmaal zwakkere objecten kunnen worden gedetecteerd.

### Midden-infrarood (5...27μm)
KECK INTERFEROMETER – De Keck-Keck-interferometer – de benaming gebruikt voor het gebruik van de twee Keck-telescopen samen als interferometer – combineert licht van de twee Keck-telescopen voor het meten van de diameters van sterren, objecten rond nabije sterren, de baankenmerken van binaire systemen en directe observatie van hete grote planeten. De interferometer kan met hoge resolutie hoekafstanden meten met hoge resolutie, tot een fractie van een boogseconde, wat overeenkomt met de effectieve resolutie van een telescoop van 85 meter.

### Uitwisseling
Er worden ook instrumenten uitgewisseld met andere observatoria, zoals het Gemini-observatorium en de Subaru-telescoop.